# Molophilus (Molophilus) suavis
Molophilus (Molophilus) suavis is een tweevleugelige uit de familie steltmuggen (Limoniidae). De soort komt voor in het Australaziatisch gebied.